# Modulacja diatoniczna

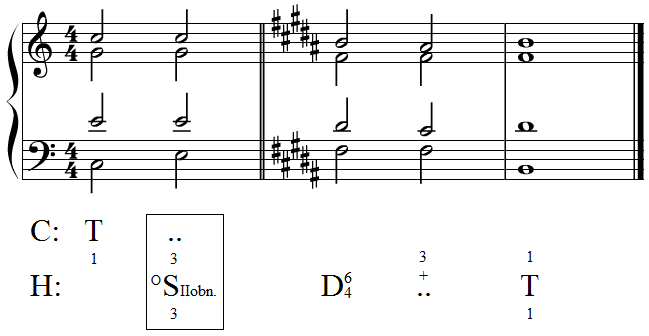
Modulacja diatoniczna z C-dur do H-dur

Modulacja diatoniczna polega na zmianie tonacji poprzez użycie w tonacji wyjściowej i docelowej identycznego co do brzmienia i nazewnictwa dźwięków akordu wspólnego, pełniącego różne funkcje harmoniczne w obu tonacjach. Modulacja diatoniczna wykorzystuje fakt występowania jednego akordu w kilku tonacjach. Akord, który może połączyć tonacje, nazywamy akordem wspólnym i najczęściej w szkolnej praktyce realizowania modulacji diatonicznych jest to trójdźwięk durowy, molowy, rzadziej zmniejszony lub zwiększony, ewentualnie czterodźwięk septymowy.